# 哈尔滨公交8路
哈尔滨公交8路是哈尔滨公交的一条线路，由道里区友谊宫公交首末站到南岗区闽江路（南直路路口），全长13.5公里。
这条线路每到冬季便会开行大站快车，令乘客快速出行。另外每到学生开学时期，这条路线亦会开通学生公交的方式，方便沿线的学生上下学。

## 历史
- 1952年9月，路线开通，路线为教堂街至平房北厂，全长19.1公里。配车7辆，由哈尔滨市公共汽车总公司负责运营。
- 1964年，路线改为博物馆至平房，全长25.8公里，配车10辆。
- 1977年6月1日，路线改为友谊宫经友谊路、地段街、霁虹街、奋斗路、文昌街至宣化街，全长7.1公里，配车14辆。
- 1979年，路线缩短至友谊路始发。
- 1980年，路线改为九站经友谊路、地段街、霁虹街、奋斗路、文昌街至宣化街，全长7.1公里，配车18辆。单程运行时间为变为37分。
- 1988年，路线延伸至哈尔滨体育学院，变为全长8.4公里，配车22辆，单程运行时间为变为43分。分区点改为秋林公司[4]。
- 1995年7月28日，更换为哈尔滨HB180型前置汽油公交车，共37辆[5]。
- 1996年5月1日，路线延伸至十字街，变为全长9公里[6]。
- 2001年，更换车型为黄海DD6103HSC型后置柴油公交车，废除5角/1元分段票价模式，并取消秋林公司分区点，同时改为1元一票制，但仍保留车内乘务员[7]。原有的哈尔滨HB180型前置汽油公交车全部停用并报废。
- 2003年8月17日，因奋斗路发生塌陷事故，改为经奋斗路-东大直街-红军街-中山路-河沟街-奋斗路绕行[8]。
- 2003年10月，果戈里大街通车[9]，8路恢复原有走向。
- 2008年6月，增添4辆曾用于哈尔滨公交10路的黄海DD6109S01F型前置燃气公交车。
- 2008年8月，增添曾用于哈尔滨公交343路的黄海DD6107S03型前置公交车。
- 2008年10月25日，路线延伸至闽江路[10]。同时更换为黄海DD6109S02F型前置燃气公交车，共40辆[11]。并取消车内乘务员，正式改为无人售票。同时将原有的黄海DD6103HSC型后置柴油公交车分配至哈尔滨公交1路继续使用，将黄海DD6107S03型前置公交车分配至哈尔滨公交16路继续使用，将4辆黄海DD6109S01F型前置燃气公交车分配至哈尔滨公交14路继续使用。
- 2009年11月8日，因果戈里大街改为单行，去往闽江路方向取消霁虹街-果戈里大街走向，改为霁虹街-月牙街-红军街-花园街-果戈里大街走向。同时取消哈三中站和秋林公司站，并增设哈站和博物馆站[12]。
- 2010年7月2日，因文昌立交桥施工，去往闽江路方向取消果戈里大街-文昌街-宣化街-马端街走向，改为果戈里大街-革新街-宣威街-宣庆街-马端街走向，临时取消省档案馆站、宣化街站、龙运大厦站、大成街站。去往友谊宫方向取消马端街-宣庆街-芦家街-宣化街走向，改为马端街-十字街-大成街-宣化街走向，临时取消哈体育学院站、龙运大厦站[13]。
- 2010年10月1日，文昌立交桥施工结束，8路恢复原有走向[14]。
- 2010年11月3日，因宣化街施工，并导致十字街、宣庆街、马端街改为单行，去往闽江路方向取消宣化街-马端街走向，改为宣化街-平公街-十字街-马端街走向，同时取消大成街站。去往友谊宫方向取消辽河路-马端街-宣庆街-芦家街-宣化街走向，改为辽河路-华山北路-先锋路-宣庆街-大成街-宣化街走向[15]。
- 2011年4月19日，因地段街与透笼街路口施工，去往闽江路方向取消地段街-工厂街-兆麟街-经纬街-霁虹街走向，改为地段街-石头道街-尚志大街-东安街-霁虹街走向。并临时取消建筑艺术广场站，临时增设哈一百站[16]。
- 2011年4月25日，因文昌立交桥连接宣化街部分施工，去往闽江路方向取消文昌街-宣化街-平公街-十字街-马端街走向，改为文昌街-十字街-马端街走向。去往友谊宫方向取消辽河路-华山北路-先锋路-宣庆街-大成街-宣化街走向，改为辽河路-马端街-宣庆街-宣信街-文昌街走向。并临时取消龙运大厦站，临时增设去往闽江路方向的十字街站和去往友谊宫方向的宣庆街站[17]。
- 2011年6月11日，地段街与透笼街路口和文昌立交桥连接宣化街部分施工结束，去往闽江路方向由文昌街-十字街走向改为文昌街-宣化街-平公街-十字街走向，取消大成街站，增设十字街站。
- 2011年6月30日，因平公街施工，去往闽江路方向取消宣化街-平公街-十字街走向，改为宣化街-芦家街-十字街走向。并临时取消十字街站[18]。
- 2011年8月23日，更换为一汽CA6125URN33型后置燃气公交车，共40辆。原有的40辆黄海DD6109S02F型前置燃气公交车分配至哈尔滨公交17路继续使用。
- 2011年8月30日，平公街施工结束，去往闽江路方向改为现有走向。
- 2011年9月26日，被授予“市民最满意公交线路”称号[19]。
- 2012年9月20日，因宣庆街施工，去往友谊宫方向取消宣庆街-芦家街-宣化街走向，改为宣庆街-大成街-宣化街走向。同时临时取消哈体育学院站和芦家街站[20]。
- 2012年10月21日，宣庆街施工结束，8路恢复原有走向。
- 2012年11月8日，因哈尔滨地铁施工进度需要，去往闽江路方向取消红军街-花园街-果戈里大街走向，改为红军街-东大直街-果戈里大街走向[21]。同时增设秋林公司站
- 2013年9月22日，被授予“市民最满意公交线路”称号[22]。
- 2015年10月26日，因哈尔滨市公共汽车总公司与哈尔滨市公共电车总公司合并为哈尔滨交通集团公共交通有限公司，本路线变为由哈尔滨交通集团公共交通有限公司经营[23]。
- 2016年3月31日，被授予“冬运工作先进公交线路”称号[24]。
- 2016年5月4日，因哈尔滨地铁施工，去往闽江路方向取消红旗大街-闽江路走向，改为红旗大街-长江路-泰山路-闽江路走向。同时取消九三集团站和闽江小区站，增设位于长江路的九三集团站（临时）和位于泰山路的闽江小区站（临时）[25]。
- 2016年12月30日，更换为通联HKC6121CHEV型后置气电混合动力公交车，原有的40辆一汽CA6125URN33型后置燃气公交车分配至哈尔滨公交35路、哈尔滨公交145路和哈尔滨公交146路继续使用。
- 2017年2月，因霁虹桥施工导致交通拥堵，8路公交车开始加密班次[26]。
- 2017年3月25日，因哈尔滨站改造[27]，去往闽江路（南直路路口）方向在哈站的停靠处调整至目前位置[28]。

## 车站一览

### 现行沿途车站
| 序号 | 車站名稱               | 友谊宫公交首末站方向 位置（下行） | 闽江路（南直路路口）方向 位置（上行） | 换乘轨道交通 |
| ---- | ---------------------- | --------------------------------- | ------------------------------------- | ------------ |
| 1    | 友谊宫公交首末站       | 工程街/友谊路                     | 工程街/友谊路                         |              |
| 2    | 防洪纪念塔（友谊路）   | 友谊路/中央大街                   | 友谊路/中央大街                       |              |
| 3    | 儿童医院               | 友谊路/井街                       | 地段街/友谊路                         |              |
| 4    | 兆麟公园               | 地段街/公园街                     | 地段街                                |              |
| 5    | 市一院                 | 地段街                            | 地段街/柳树街                         |              |
| 6    | 建筑艺术广场           | 地段街/透笼街                     | 地段街/田地街                         |              |
| 7    | 哈站                   | 月牙街/红军街                     |                                       | 哈尔滨站     |
| 8    | 博物馆                 | 红军街/邮政街                     |                                       | 博物馆站     |
| 9    | 哈三中（哈医大四院）   |                                   | 果戈里大街                            |              |
| 10   | 秋林公司               | 果戈里大街/东大直街               | 果戈里大街/马家街                     |              |
| 11   | 儿童公园               | 果戈里大街/永和街                 | 果戈里大街/永和街                     |              |
| 12   | 革新街                 | 果戈里大街/巴陵街                 | 果戈里大街/革新街                     |              |
| 13   | 省档案馆               | 果戈里大街/国庆街                 | 果戈里大街/文昌街                     |              |
| 14   | 宣化街                 | 文昌街/分部街                     | 文昌街/分部街                         |              |
| 15   | 龙运大厦（芦家街）     | 宣化街/芦家街                     | 芦家街/宣化街                         |              |
| 16   | 大成街                 | 宣化街/平准街                     |                                       |              |
| 17   | 马端街                 | 马端街/十字街                     |                                       |              |
| 18   | 哈体育学院             |                                   | 宣庆街/淮河路/大成街                  |              |
| 19   | 十三中学               | 马端街                            | 宣庆街/马端街                         |              |
| 20   | 中植方洲苑             | 辽河路                            | 辽河路                                |              |
| 21   | 嵩山路                 | 辽河路/嵩山路                     | 辽河路/嵩山路                         |              |
| 22   | 辽河路                 | 辽河路/红旗大街                   | 辽河路                                |              |
| 23   | 淮河路（红旗大街路口） | 红旗大街                          | 红旗大街/海河东路                     |              |
| 24   | 会展中心               | 红旗大街/长江路                   | 红旗大街                              |              |
| 25   | 九三集团               | 红旗大街                          | 红旗大街                              |              |
| 26   | 闽江小区               | 闽江路/泰山路                     | 闽江路/泰山路                         |              |
| 27   | 闽江路（南直路路口）   | 闽江路/南直路                     | 闽江路/南直路                         |              |

### 过去沿途车站
| 序号 | 車站名稱             | 友谊宫公交首末站方向 位置（下行） | 哈体育学院方向 位置（上行） | 换乘轨道交通 |
| ---- | -------------------- | --------------------------------- | --------------------------- | ------------ |
| 1    | 友谊宫               | 工程街/友谊路                     | 工程街/友谊路               |              |
| 2    | 防洪纪念塔（友谊路） | 友谊路/中央大街                   | 友谊路/中央大街             |              |
| 3    | 儿童医院             | 友谊路/井街                       | 地段街/友谊路               |              |
| 4    | 兆麟公园             | 地段街/公园街                     | 地段街                      |              |
| 5    | 市一院               | 地段街                            | 地段街/柳树街               |              |
| 6    | 建筑艺术广场         | 地段街/透笼街                     | 地段街/田地街               |              |
| 7    | 哈三中               | 果戈里大街                        | 果戈里大街                  |              |
| 8    | 秋林公司             | 果戈里大街/东大直街               | 果戈里大街/马家街           |              |
| 9    | 儿童公园             | 果戈里大街/永和街                 | 果戈里大街/永和街           |              |
| 10   | 革新街               | 果戈里大街/巴陵街                 | 果戈里大街/革新街           |              |
| 11   | 省档案馆             | 果戈里大街/国庆街                 | 果戈里大街/文昌街           |              |
| 12   | 宣化街               | 文昌街/分部街                     | 文昌街/分部街               |              |
| 13   | 龙运大厦（芦家街）   | 宣化街/芦家街                     | 芦家街/宣化街               |              |
| 14   | 十字街               |                                   | 十字街/平准街               |              |
| 15   | 哈体育学院           | 宣庆街/淮河路/大成街              | 宣庆街/淮河路/大成街        |              |

## 车型图片

### 过去用车型

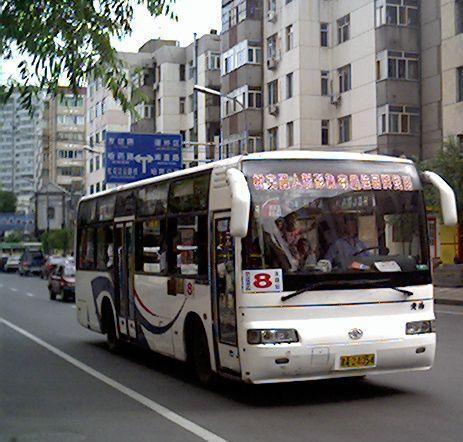
DD6103HSC（2001年-2008年10月24日）
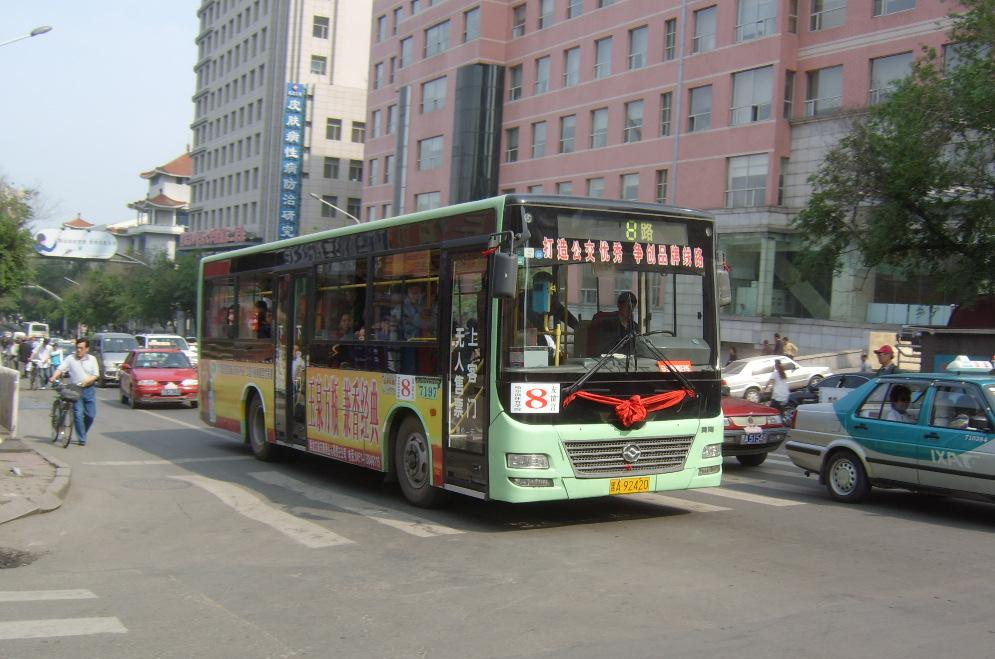
DD6109S01F（2008年6月-2008年10月24日）
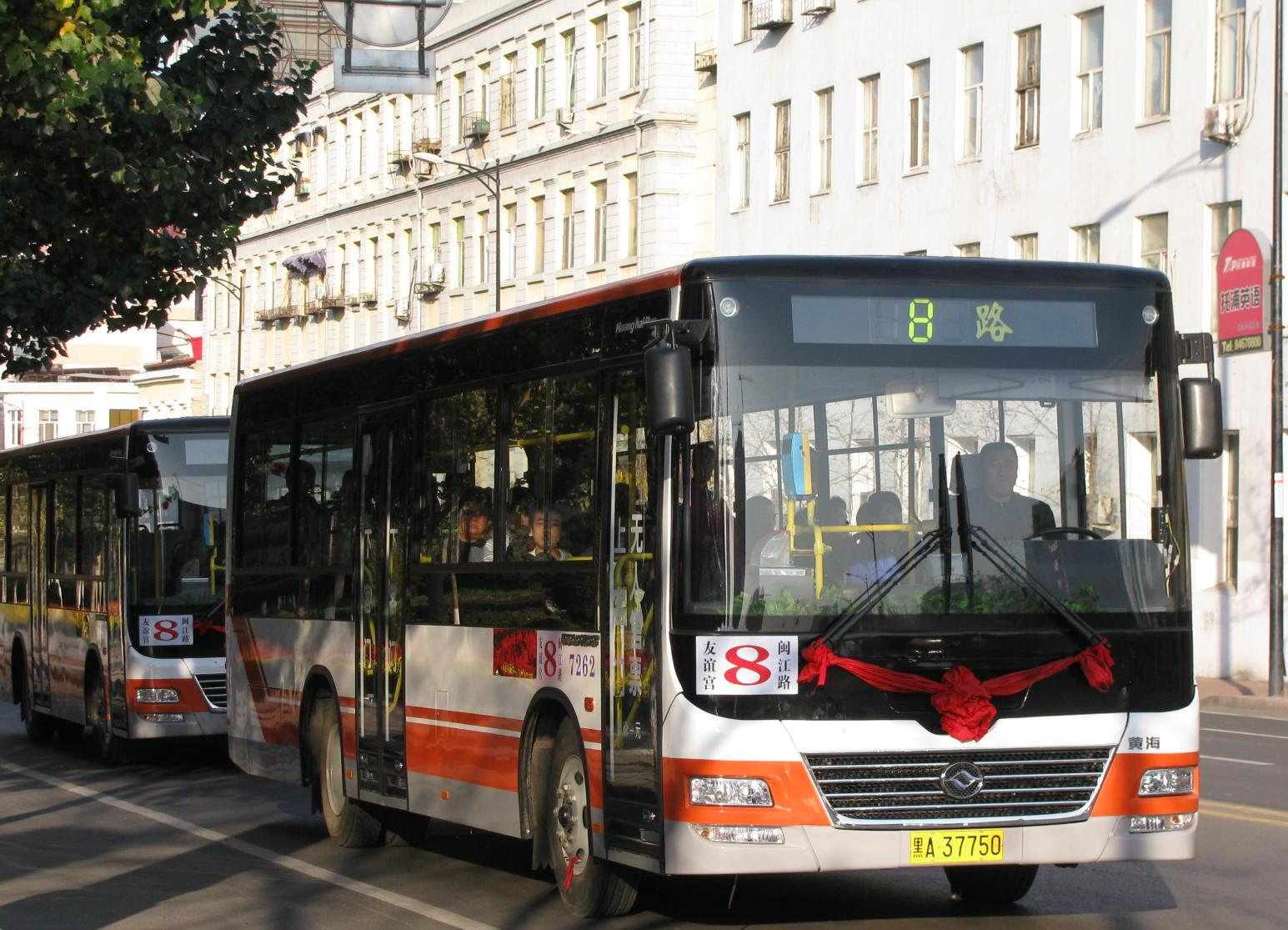
DD6109S02F（2008年10月25日-2011年8月22日）
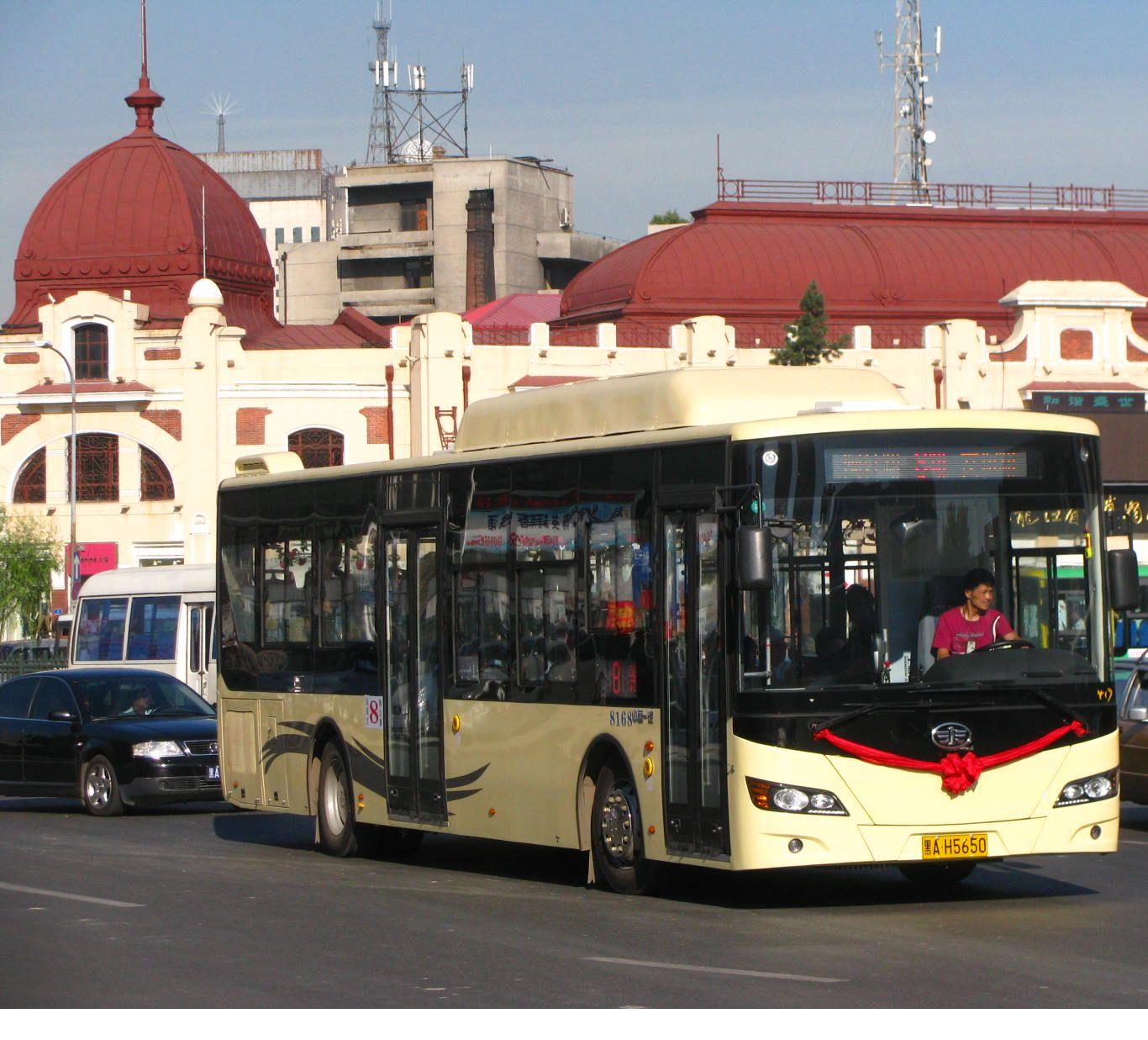
CA6125URN33（2011年8月23日-2016年12月29日）

## 事故
- 2002年8月27日下午4时40分，一辆8路公交车行驶至地段街和田地街路口时，为躲避道路行人，撞上了路旁的路灯杆，导致车上有4名乘客受伤。并造成了地段街和田地街的交通拥堵，直至晚间6时左右交通恢复正常[29]。
- 2012年4月5日下午5时10分左右，一辆8路公交车行驶至地段街和透笼街路口时，将一位行人撞倒，并导致行人受伤。并使地段街交通拥堵若干小时[30]。
- 2014年3月30日下午5时30分左右，一辆8路公交车行驶至果戈里大街儿童公园附近时，将一名学生撞倒，并导致该学生受伤。而在记者调查相关事件原委时，遭到了哈尔滨市公共汽车总公司内部员工的阻挠[31]。